# 全日本少年少女武道錬成大会 (なぎなた)
全日本少年少女武道錬成大会 （なぎなた）（ぜんにほんしょうねんしょうじょぶどうれんせいたいかい なぎなた）は、毎年夏に日本武道館で開催される、小中学生を対象としたなぎなたの全国大会。

## 概要
なぎなたを通して心身の錬磨と相互の親睦を図り、青少年の健全な育成を図る趣旨のもとに、毎年全国各地の道場に所属する数千名にものぼる小中学生が日本武道館に集結して開催されるなぎなたの大会。試合競技は個人戦のみ行われる。
- 基本錬成は準備運動だけで演技競技、試合競技に参加しない者や小学1・2・3年生のみ参加できる。
- 演技競技は学年別に区別され、男女別の区別はないが2名1組で参加する。
- 試合競技は小学3年生から参加でき、男女別・学年別で区分される。